# Brat
Brat (russisk: Брат) er en russisk spillefilm fra 1997 af Aleksej Balabanov.

## Medvirkende
- Sergej Bodrov – Danila Bagrov
- Viktor Sukhorukov – Viktor Bagrov
- Svetlana Pismitjenko – Sveta
- Marija Zjukova
- Jurij Kuznetsov